# Sediánszky János
Sediánszky János (Budapest, 1931. március 22. – 2021. december 6.) magyar író, újságíró, szerkesztő, riporter. A Magyar Rádió örökös tagja. 

## Élete
1957-től dolgozott a Magyar Rádió külügyi osztályán, ahol a nemzetközi rádiós, főleg zenei műsorcserét szervezte, majd pár év múlva az irodalmi főosztályra került szerkesztőként, majd főmunkatársként. Rádiós műsorai mellett a Magyar Televízióban az 1970-es években sugárzott francia nyelvlecke-sorozata tette országosan ismertté.
1983-ban a Magyar Televízió irodalmi osztályán kezdett dolgozni. Európai nagyvárosokat bemutató tévéfilmeket is készített, 1992-ben a Sevillai Világkiállítás magyar pavilonjának művészeti vezetője volt. A Duna Televízió megalakulásával ott folytatta munkásságát és készített kulturális műsorokat. 1994-ben nyugdíjazták, de hosszú évekig készített még műsorokat a Kossuth Rádióban. A 2004-ben megalakult Magyar Katolikus Rádióban is dolgozott műsorkészítőként.
2007-ben a Magyar Rádió örökös tagjának választották. 2021-ben hunyt el otthonában, családja körében.

### Családja
1969-ben házasodott. Lánya Sediánszky Nóra dramaturg.

## Műsorai
- Jó reggelt, vasárnap!
- Kulturális magazin
- Írók mikrofonközelben
- Vers mindenkinek
- Világvasárnap
- Körhinta
- Irodalmi kávéház
- Könyvek a kamera előtt
- Törzsasztal
- Reggel a Centrálban
- Új évezred felé
- A múzsák kertjében

## Könyvei
- Jó reggelt, Európa! Utak és találkozások; Gondolat, Bp., 1978
- Emlék és varázslat. Útirajzok félmúltban; Larus, Bp., 1997
- Francia nyár, francia szerelem; Kairosz, Bp., 2006
- Egy élet tájain. Utak és vallomások; Kairosz, Bp., 2004
- A rádió lírikusa. Sediánszky Jánossal beszélget Dvorszky Hedvig; Kairosz, Bp., 2011 (Magyarnak lenni)

## Díjai és elismerései
- Ezüst Toll (újságíró) (1998)
- Magyar Köztársasági Érdemrend tisztikeresztje (2000), polgári tagozat
- Francia Köztársaság Idegenforgalmi aranyérme (2003)
- Köztársaság Elnökének Érdemérme (2004)
- Pethő Sándor-díj (2006)
- Budavár Díszpolgára (2006)[4]
- Prima Primissima Díj (2007), Prima-díj
- Illyés Gyula-díj (PEN) (2008)
- Táncsics Mihály-díj (sajtó) (2012)